# Idioma cumano
El idioma cumano fue una lengua túrquica hablada por los cumanos y los kipchaks, similar a las actuales lenguas kipchak-cumanas. Está documentada en varias obras medievales, entre ellas el Codex Cumanicus.
Los cumanos fueron un pueblo nómada que vivió en las estepas de Europa Oriental, al norte del mar Negro antes de la Horda de Oro. Luego se incorporaron en otros pueblos túrquicos: tártaros de Crimea, karachayos, cumucos, etc.